# Svoge Knoll
Svoge Knoll är en bergstopp i Antarktis. Den ligger i Sydshetlandsöarna. Argentina, Chile och Storbritannien gör anspråk på området. Toppen på Svoge Knoll är 508 meter över havet.
Terrängen runt Svoge Knoll är varierad. Trakten är glest befolkad. Närmaste befolkade plats är St. Kliment Ohridski Base, 7,4 kilometer väster om Svoge Knoll. 